# Kang Ha-neul
Dans ce nom coréen, le nom de famille, Kim, précède le nom personnel.
Pour les articles homonymes, voir Kang.
Kim Ha-neul (hangeul : 김하늘 ; RR : Gim Ha-neul ; MR : Kim Hanŭl), dit Kang Ha-neul (hangeul : 강하늘 ; RR : Gang Ha-neul ; MR : Kang Hanŭl), est un acteur sud-coréen, né le 21 février 1990 à Busan.

## Biographie
Kim Ha-neul naît le 21 février 1990 à Busan. Il étudie le théâtre à l'université Chung-Ang de Séoul.

## Carrière
Kang Ha-neul commence sa carrière au théâtre, avec notamment des rôles dans les comédies musicales Carpe Diem et Thrill Me (2010), Prince Puzzle (2011), Black Mary Poppins (2012) et Assassins (2012).
En 2013, il se consacre au petit et au grand écran et joue des rôles principaux dans les dramas Monstar (en) (2013) et Misaeng (en) (2014),,,, ainsi que dans les films Mourning Grave (en) (2014), Empire of Lust (en) (2015) et Twenty (en) (2015),,,,,.
En 2016, il joue le rôle principal dans le drama historique Moon Lovers: Scarlet Heart Ryeo.

## Théâtre
- 2006 : The Celestial Watch : Jang Young-shil
- 2007 : Carpe Diem : Lee Il
- 2008 : La Vida : Hamlet
- 2009 : Thrill Me : Richard Loeb
- 2009 : L'Éveil du printemps : Ernst
- 2010 : Thrill Me : Nathan Leopold
- 2011 : Prince Puzzle : Gu-dong
- 2012 : Black Mary Poppins : Herman
- 2012 : Assassins : Lee Harvey Oswald / le chanteur de ballades
- 2013 : Black Mary Poppins
- 2015 : Harold et Maude : Harold[16]

## Filmographie

### Films
- 2011 : Battlefield Heroes (평양성) de Lee Joon-ik : (Yeon Namsan (en)), fils d'Yŏn Kaesomun
- 2011 : You're My Pet (너는 펫) de Kim Byeong-kon : Yang Young-soo
- 2014 : Mourning Grave (소녀괴담) d'Oh In-chun : In-su
- 2015 : C'est si bon (쎄시봉) de Kim Hyeon-seok : Yoon Hyung-joo
- 2015 : Empire of Lust (순수의 시대) d'Ahn Sang-hoon : Jin
- 2015 : Twenty (스물) de Lee Byeong-heon : Kyung-jae
- 2015 : Dongju : Portrait d'un poète (동주) de Lee Joon-ik : Yun Dong-ju
- 2016 : Like for Likes (좋아해줘) de Park Hyun-jin : Lee Soo-ho
- 2017 : New Trial (재심) de Kim Tae-yoon : Jo Hyun-woo
- 2017 : Midnight Runners (청년경찰) de Jason Kim : Kang Hee-yeol
- 2017 : Forgotten (기억의 밤) de Jang Hang-jun : Jin-seok
- 2018 : Heung-boo: The Revolutionist (흥부) de Cho Geun-hyun : Park Dol-po (apparition exceptionnelle)
- 2021 : Endless Rain (비와 당신의 이야기) de Jo Jin-mo : Park Young-ho
- 2022 : The Pirates: The Last Royal Treasure (해적: 도깨비 깃발) de Kim Jeong-hoon : Woo Moo-chi
- 2023 : Dream (드림) de Lee Byeong-heon : Seong-chan (apparition exceptionnelle)
- 2025 : Wall to Wall (84제곱미터) de Kim Tae-joon : No Woo-seong

### Séries télévisées
- 2007 : My Mom! Super Mom! (최강! 울엄마) : Choi-hoon
- 2007-2012 : Hometown Over the Hill (산너머 남촌에는) : Kim Jong-hwi
- 2011 : Midnight Hospital (심야병원) : Yang Chang-soo
- 2012 : To the Beautiful You (아름다운 그대에게) : Joo Ji-cheol
- 2013 : Monstar (몬스타) : Jeong Seon-woo
- 2013 : Two Weeks (투윅스) : Kim Seong-joon (caméo)
- 2013 : Drama Festival Unrest (불온) : Lee Joon-kyeong
- 2013 : The Heirs (상속자들) : Lee Hyo-shin
- 2014 : Angel Eyes (}엔젤 아이즈) : Park Dong-joo, jeune
- 2014 : Misaeng (미생) : Jang Baek-gi
- 2014 : Punch (펀치) : l'homme au rendez-vous arrangé avec Park Hyeon-seon (apparition exceptionnelle ; saison 1, épisode 6)
- 2015 : Missing Noir M (실종느와르 M) : Lee Jeong-soo  (apparition exceptionnelle ; 2 épisodes)[17]
- 2016 : Moon Lovers: Scarlet Heart Ryeo (달의 연인-보보경심:려) : le prince Wang Wook
- 2016 : Entourage (안투라지) : lui-même (caméo ; saison 1, épisode 5)
- 2019 : When the Camellia Blooms (동백꽃 필 무렵) : Hwang Yong-sik
- 2021 : River Where the Moon Rises (달이 뜨는 강) : le général On-hyeob (caméo ; 3 épisodes)
- 2021 : A Year-End Medley — Extended Version (해피 뉴 이어) : Jae-yong
- 2021 : Insider (인사이더) : Kim Yo-han
- 2021 : Curtain Call (커튼콜: 나무는 서서 죽는다) : Yoo Jae-heon / Ri Jung-moon / Ri Moon-sung
- 2024 : Squid Game (오징어 게임) : le joueur 388 / Kang Dae-Ho (saison 2))

### Clips musicaux
- 2007 : Still Pretty Today, du groupe Fly to the Sky (en)
- 2017 : Lost One, du groupe Epik High[18]

## Discographie
- 2013 : Atlantis Princess (chanson de Monstar)
- 2013 : Don't Make Me Cry
- 2013 : Only That Is My World / March
- 2014 : Three Things I Have Left (Acoustic version ; chanson d'Angel Eyes)

### Variétés et téléréalité
- 2014 : Running Man (SBS), avec les acteurs de Angel Eyes (épisode 190)
- 2015 : Running Man (SBS), avec Kim Woo-bin et Lee Jun-ho (en) (épisode 240)
- 2016 : Youth Over Flowers (tvN)[19]
- 2016 : Radio Star (MBC) : invité
- 2016 Running Man (SBS), invité avec Hong Jong-hyun (en) et Lee Joon-gi (épisode 314)
- 2017 : Running Man (SBS), invité avec Park Seo-joon (épisode 362)

## Voix francophones
En version française, Fabrice Lelyon le double dans le film 84m2 et dans la serie  Squid Game

## Distinctions

### Récompenses
- SBS Drama Awards 2014 : prix de la nouvelle star pour Angel Eyes[20]
- Cable TV Broadcasting Awards 2015 : prix de l'acteur star pour Misaeng[21]
- Festival mondial du cinéma jeunesse de Corée 2015 : espoir masculin favori
- Golden Cinematography Awards 2015 : prix du nouvel arrivant
- Korean Film Actors' Guild Awards 2015 : meilleur espoir masculin
- Chunsa Film Art Awards 2016 : meilleur espoir masculin[22]

### Nominations
- Festival international de film jeunesse de Séoul 2014 : meilleur jeune acteur pour The Heirs, Angel Eyes

- APAN Star Awards 2015 : meilleur espoir masculin[23]
- Baeksang Arts Awards 2015 : meilleur espoir masculin pour Twenty[24]
- Blue Dragon Film Awards 2015 : meilleur espoir masculin[25]
- Grand Bell Awards 2015 : meilleur espoir masculin[26]